# Le Loup (Maupassant)
Le Loup est une nouvelle de Guy de Maupassant, parue en 1882

## Historique
Le Loup est initialement publiée dans la revue Le Gaulois du 14 novembre 1882, puis dans le recueil Clair de lune en 1883.

## Résumé
Le narrateur est invité à un dîner pour la Saint Hubert. On parla de chasse mais le marquis d’Arville ne put participer a cette discussion car il ne chassait point. Il commença a expliquer pourquoi personne ne chasse dans sa famille.
Son aïeul Jean habitait avec son frère cadet François dans leur château en Lorraine, les deux frères, des colosses, n’ont qu’une passion : la chasse, ils y passent tout leur temps. Durant le féroce hiver de 1764, un loup énorme est aperçu, il tue des bêtes, chiens, enfants et femmes. Les frères d’Arville organisent des battues, rien n’y fait, le loup « pense comme un homme ».
De retour d’une battue infructueuse, ils croisent le loup et partent aussitôt à sa poursuite dans les ravins, les côtes jusqu’au moment où Jean heurte une branche de la tête et meurt sur le coup.
Seul, François ramène le corps de son frère au château quand il croise de nouveau le loup, il l’accule dans un vallon, François installe son frère contre un rocher, lui dit « regarde, Jean, regarde ça » et de s’élancer coutelas à la main vers la bête. La lutte s’engage, le loup cherche à lui ouvrir le ventre, François l’étrangle et bientôt il sent la bête devenir flasque.
François rentre au château avec les deux cadavres. La veuve de Jean, raconta à son fils la tristesse de la chasse, horreur qui s’est transmise de père en fils depuis.

## Éditions
- Le Loup, Maupassant, contes et nouvelles, texte établi et annoté par Louis Forestier, Bibliothèque de la Pléiade, éditions Gallimard, 1974  (ISBN 978 2 07 010805 3).